# Région Ashanti
Pour les articles homonymes, voir Ashanti.
La région Ashanti est une région du Ghana peuplée majoritairement de citoyens de la tribu des Ashanti. C'est la principale région de production de cacao et il s'y trouve également de très nombreuses mines d'or. Elizabeth Agyemang en est la vice-ministre de 2013 à 2017.

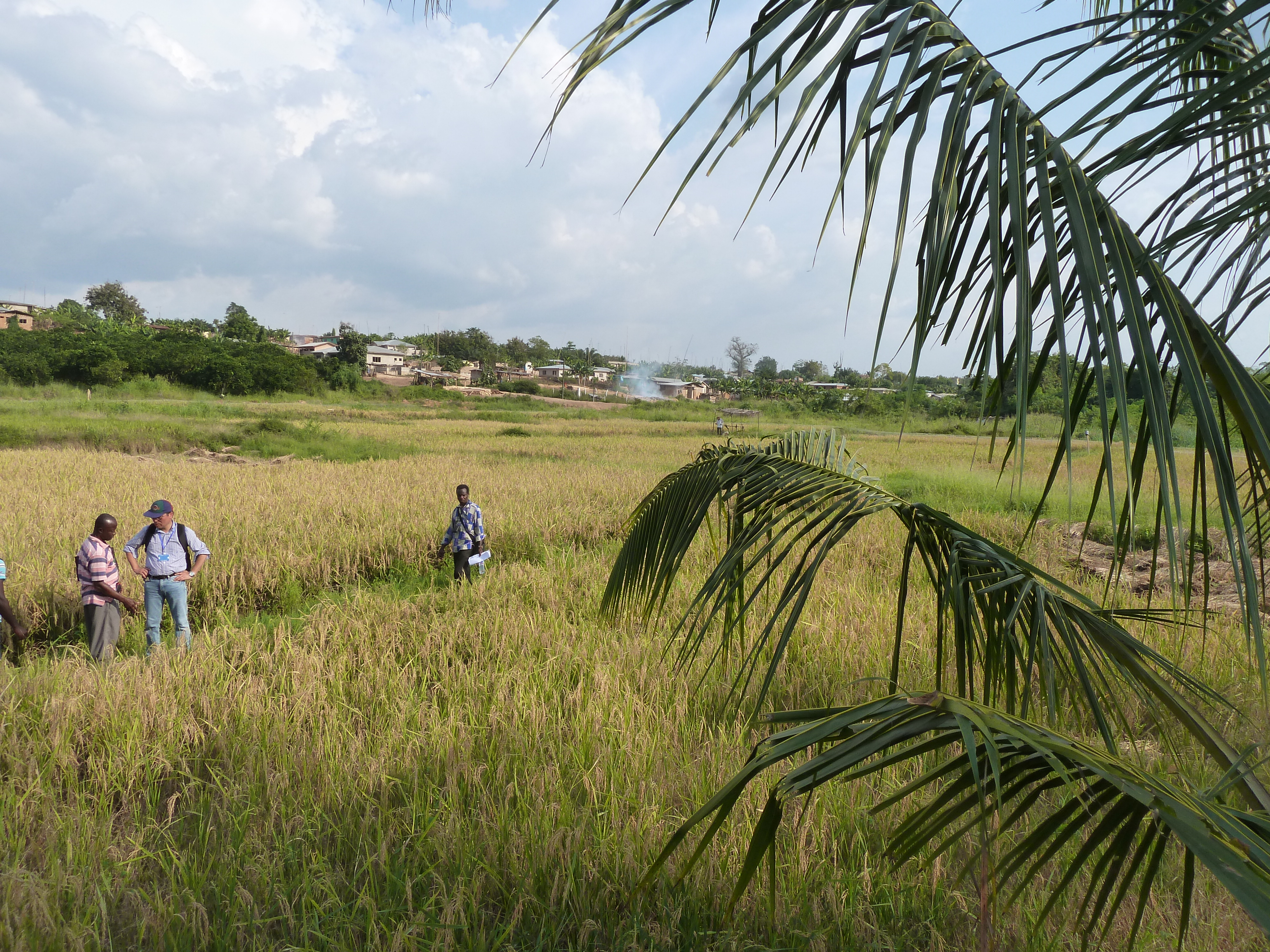
Culture du riz Sawah dans les vallées intérieures de la région d'Ashanti, Ghana

## Districts
La région d'Ashanti est divisée en 27 districts [Quand ?]. En 2025, il en compte 43 : 
- Adansi nord
- Adansi sud
- Afigya-Kwabre
- Ahafo Ano nord
- Ahafo Ano sud
- Amansie centre
- Amansie ouest
- Asante Akim nord
- Asante Akim sud
- Atwima Kwanwoma
- Atwima Mponua
- Atwima Nwabiagya
- Bekwai
- Bosome Freho
- Bosomtwe
- Ejisu-Juaben
- Ejura/Sekyedumase
- Kumasi
- Kwabre
- Mampong
- Obuasi
- Offinso
- Offinso nord
- Sekyere Afram Plains
- Sekyere central
- Sekyere est
- Sekyere sud